# Scotophilus borbonicus
Scotophilus borbonicus (E.Geoffroy, 1803) è un pipistrello della famiglia dei Vespertilionidi diffuso nel Madagascar e sull'isola di Riunione.

## Etimologia
L'epiteto specifico deriva dall'antico nome Île Bourbon con il quale era conosciuta Riunione fino alla Rivoluzione francese.

## Descrizione

### Dimensioni
Pipistrello di medie dimensioni, con la lunghezza dell'avambraccio tra 51 e 52 mm, la lunghezza della coda di 47 mm, la lunghezza del piede di 9 mm e la lunghezza delle orecchie di 13 mm.

### Aspetto
La pelliccia è relativamente lunga. Le parti dorsali sono bruno-olivastre, mentre le parti ventrali e la gola sono bianco-giallastre. Il muso è corto e tozzo. Le orecchie sono corte, arrotondate, con il bordo posteriore diritto e un piccolo lobo alla base. Il trago è lungo, inclinato in avanti, con l'estremità arrotondata ed un peduncolo alla base. La coda è lunga ed è completamente inclusa nell'ampio uropatagio.

## Biologia

### Comportamento
Si rifugia probabilmente nelle grotte lungo le coste.

### Alimentazione
Si nutre di insetti.

## Distribuzione e habitat
In passato S. borbonicus era abbastanza comune sull'isola di Riunione, da cui proviene l'olotipo; l'ultima cattura di un esemplare sull'isola risale tuttavia ad oltre 140 anni fa e non si può escludere che la specie sia andata incontro ad estinzione locale. La sua presenza in Madagascar è nota per un unico esemplare raccolto nel 1868 a Sarodrano, vicino Toliara. Si tratta invece di un errore l'indicazione di una sua presenza sull'isola di Mauritius.

## Conservazione
La IUCN Red List, considerato che nonostante siano state effettuate delle ricerche approfondite sull'isola di Riunione per osservarla senza risultati, che l'ultima cattura è avvenuta più di 140 anni fa e che non ci sono informazioni sufficienti per determinarne la posizione tassonomica poiché l'olotipo è in pessime condizioni, classifica S. borbonicus come specie con dati insufficienti (DD).. Se gli individui conosciuti dovessero effettivamente appartenere a questa specie allora potrebbe essere considerata in una categoria più critica od addirittura estinta.